# Edward Paszke
Edward Paszke – polski przedsiębiorca i działacz polityczny, prezydent Pruszkowa (1945–1946), przewodniczący Miejskiej Rady Narodowej we Wrocławiu (1946–1950).

## Życiorys
Uzyskał wykształcenie prawnicze. W dwudziestoleciu międzywojennym był współwłaścicielem fabryczki taśm gumowych "E. Paszke i J. Monitz" w Pruszkowie. Od sierpnia 1945 do marca 1946 pełnił obowiązki prezydenta Pruszkowa z ramienia SD. Od 4 maja 1946 do 7 czerwca 1950 zasiadał w Miejskiej Radzie Narodowej we Wrocławiu, będąc jej przewodniczącym jako reprezentant PPS.
Po opuszczeniu urzędu pełnił m.in. obowiązki wicedyrektora DBOR we Wrocławiu.